# Веселин Великов
Веселин Великов е български футболист и треньор по футбол.

## Биография
Роден е на 19 март 1977 година в град Елена. Има по-малък брат и по-голяма сестра. 

## Състезателна кариера
Като футболист преминава през отборите на Етър (Велико Търново), ЦСКА (София) – ностител на Купата на България през 1999 г., ФК Марек (Дупница), ФК Кавала (Кава̀ла, Гърция), Родопа (Смолян), ФК Любимец, където и завършва кариерата си. През 2000 г. има записани 3 мача за националния отбор на България. Играе на поста защитник. 

## Треньорска кариера

### ПФК Любимец
През септември 2012 г. Веселин Великов е назначен за старши треньор на отбора от гр. Любимец, като преди това е заемал позицията на помощник-треньор. Под негово ръководство отборът показва много успешна игра в Б група (11 поредни победи) и за първи път в клубната си история печели право да участва в елитната „А“футболна група. А стартът на скромния отбор при майсторите е повече от сензационен – след първите 6 кръга отборът заема първо място. Липсата на лиценз за старши треньор в „А" група принуждава ръководството да го направи официално помощник-треньор, като на неговото място бива назначен Красимир Мечев. През септември 2013 г. Веселин Великов е освободен от Любимец.

### ФК Дунав (Русе)
През юни 2014 г. поема задълженията на старши треньор на отбора от гр. Русе, който изпада в Североизточната В група, след слаб сезон в Б Футболна група. Веселин Великов поема ангажимент да върне отбора в професионалния футбол. След проведената добра селекция Дунав не среща никаква съпротива в Североизточната В група и безапелационно заема първото място с 28 победи от 30 мача и голова разлика 121:11. През следващия сезон 2015/16 под ръководството на Великов, Дунав завършва на първо място в Б Футболна група с 18 победи от 30 мача, голова разлика 53:19, най-добро нападение и най-добра защита във втория ешелон. Печели промоция за Първа професионална футболна лига (А Футболна група).
Поради липса на необходимия лиценз за Първа лига, както и в Любимец, Великов официално е назначен за помощник-треньор, а длъжността старши треньор изпълнява Пламен Донев. Под негово ръководство в първия сезон в Първа лига Дунав завършва на четвърто място, като с това изравнява клубния си рекорд за най-високо класиране в елита на българския футбол. Отборът участва и в турнира Лига Европа, където отпада от Иртиш (Казахстан) в първия предварителен кръг. След поредица от неубедителни игри през октомври 2017 г. е освободен от Дунав. Заради постиженията през тригодишния си престой в Русе, Веселин Великов е награден със Златна значка „Русе“ от кмета на града Пламен Стоилов.